# Artillerimagasin
 Denne artikel bør gennemlæses af en person med fagkendskab for at sikre den faglige korrekthed.

Artellerimagasiner er et sted til opbevaring af ammunition til artelleri.
Artillerimagasiner blev bl.a. bygget på Vestvolden (en del af Københavns befæstning). De blev brugt til opbevaring af kanoner tæt på batterierne i fredstid, så de ikke var udsat for vind og vejr. Artillerimagasinerne blev bygget flere steder langs volden. Koordinaterne viser artillerimagasinet ved Hvissinge batteri på Voldlinje XII-VIII i Rødovre (Espelundens idrætsanlæg).
I dag bruges netop dette artillerimagasin af Projekt Vestvolden til undervisning om Vestvolden.